# Coptobasoides latericalis
Coptobasoides latericalis là một loài bướm đêm trong họ Crambidae.